# Iwona Siekierzyńska
Iwona Maria Siekierzyńska (ur. 17 sierpnia 1967 w Gdyni) – polska reżyserka filmowa i scenarzystka.
Ukończyła psychologię na Uniwersytecie Gdańskim i reżyserię na PWSFTviT w Łodzi. W 1996 zrealizowała film krótkometrażowy Pańcia, za który została nominowana do studenckiego Oscara. W 2002 wyreżyserowała swój debiut fabularny pt. Moje pieczone kurczaki, zrealizowany według jej scenariusza. W 2020 roku wyreżyserowała pełnometrażowy film Amatorzy według własnego scenariusza.

## Filmografia
- Nihilscy, 1995
- Pańcia, 1996
- Moje pieczone kurczaki, 2002
- Plebania, 2005 -
- Obcey, 2005
- Amatorzy, 2020

## Nagrody
- 2006 - Obcey Warszawa (Europejski Tydzień Filmowy OFF/ON) III Nagroda
- 2006 - Obcey Łódź (Festiwal Mediów "Człowiek w zagrożeniu") Dyplom Honorowy
- 2003 - Moje pieczone kurczaki Września (Ogólnopolski Festiwal Sztuki Filmowej "Prowincjonalia") nagroda organizatorów
- 2003 - Moje pieczone kurczaki Pegaz (nagroda przyznawana przez program telewizyjny "Pegaz") w kategorii: film; za rok 2002
- 2003 - Moje pieczone kurczaki Golden Plague (Chicago International Television Awards) w kategorii: telewizyjne dzieło dramatyczne
- 2002 - Moje pieczone kurczaki Koszalin (KSF "Młodzi i Film") nagroda za reżyserię
- 1997 - Pańcia Turek (Przegląd Studenckich Etiud Filmowych Klaps) Grand Prix
- 1997 - Pańcia Montecatini Terme (Festiwal Filmowy) Nagroda Jury
- 1997 - Pańcia Ludwigsburg (Festiwal Filmowy) Nagroda Jury
- 1997 - Pańcia Ebeltoft (Mini Festiwal Cilectu) Nagroda Kodaka
- 1997 - Pańcia Bornholm (Festiwal Filmowy Krajów Nadbałtyckich) Nagroda za film szkolny
- 1996 - Pańcia Oscar (studencki) nominacja
- 1996 - Pańcia Monachium (Festiwal Filmów Studenckich) Nagroda Przewodniczącego Jury
- 1996 - Pańcia Gdynia (Festiwal Polskich Filmów Fabularnych) Nagroda Przewodniczącego Rady Radiofonii i Telewizji